# Kambrisk fauna
Kambrisk fauna. Under den kambriska perioden uppstår en rad nya livsformer. Deras antal och plötsliga utveckling brukar liknas vid en explosion och benämns därför ofta som den kambriska explosionen. Från denna tid uppstår ett antal livsformer som fortfarande lever vidare i en eller annan form idag, det finns även ett stort antal livsformer vars släktskap är okänt.

## Darwins dilemma
Enligt Charles Darwins teorier har livet utvecklats i ett långsamt och förhållandevis jämnt tempo över tid - Natura non facit saltus. De fossila lämningar som hittats från den kambriska perioden pekade på något helt annat, då det plötslig uppstår en rad nya livsformer under en förhållandevis kort tidsperiod. Under lång tid troddes den kambriska explosionen vara ursprunget för alla flercelliga livsformer, men så är inte fallet då det på senare tid har hittats material som är ännu äldre från den föregående ediacara perioden. I övergången mellan den ediacra och den kambriska perioden försvann ett stort antal livsformer vars omfattning ibland beskrivs som ett massutdöendet och blir i så fall det första i jordens historia. Det tog ett flertal miljoner år innan faunan återhämtat sig i geografisk spridning och artrikedom. Något som talar för en tidigare utveckling av de livsformer som återfinns i lämningar från kambrium är den så kallade Signor-Lipps-effekten.

## Fauna

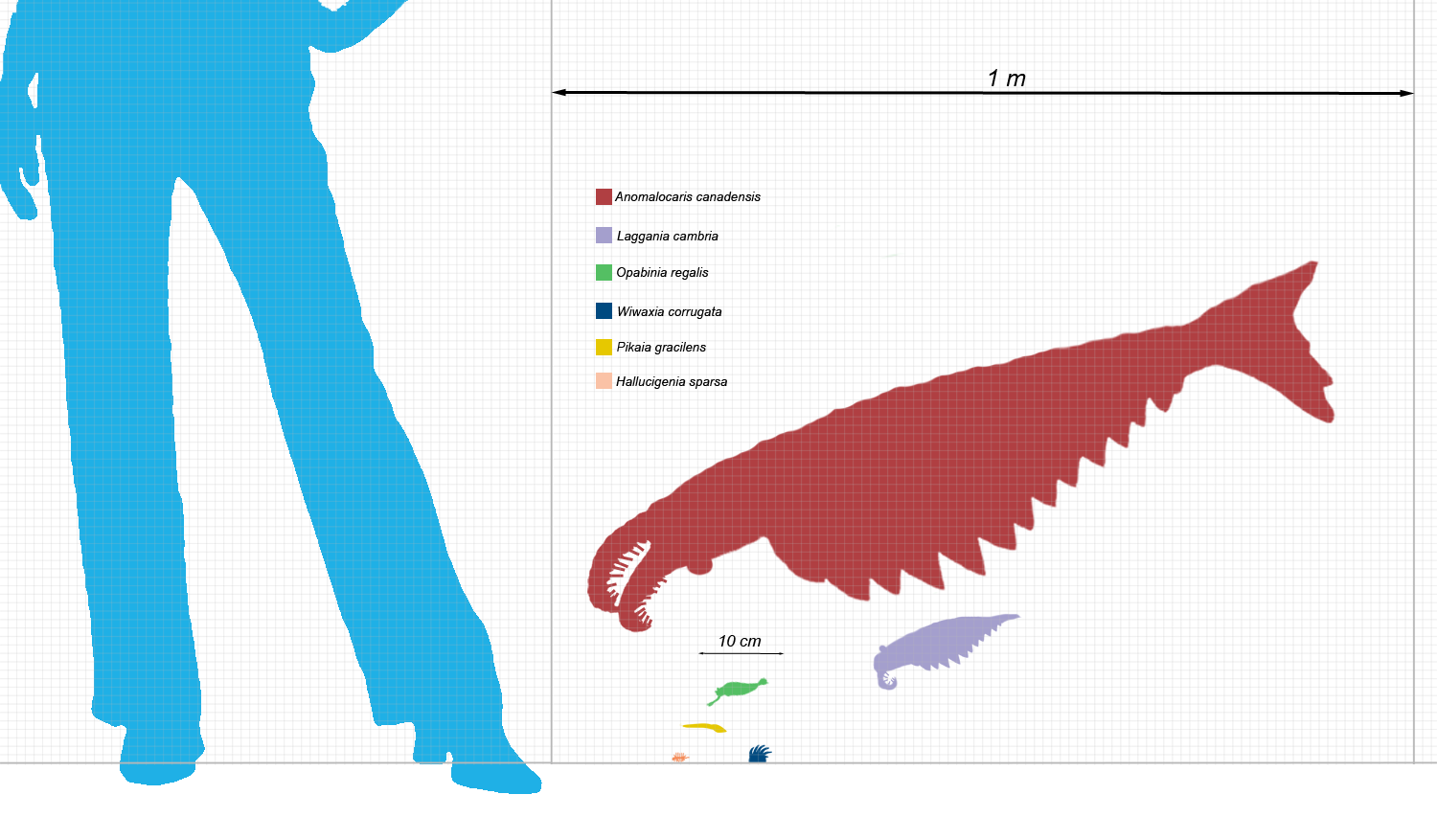
Illustrationen visar några samtida arters storlek.

Tiden före kambrium påträffas främst till Ediacarafauna, en del motståndkraftiga mikrofossil och några spårfossil. Under äldre kambrium dyker en rad olika stammar av flercelliga djur som svampdjur, nässeldjur, priapulider, ringmaskar, armfotingar, klomaskar, leddjur, blötdjur, hemichoradter, tagghudingar, möjligen också slemmaskar, stjärnmaskar, skäggmaskar, echiurider, hästskomaskar och ryggsträngsdjur.
Dessutom förekommer skalförsedda protozoer som radiolarier och foraminiferer för första gången. En viktig grupp svampdjur är arkeocyatiderna. Man har inte påträffat dessa i Nordeuropa men på många andra håll är de viktiga sedimentbildare och biostratigrafiska indikatorer i äldre kambrium.
I den kambriska faunan ingår huvudsakligen bottenlevande havsdjur varav flertalet levde i grunda vatten nära kusten. Typiska arten för denna tidsperiod är bl.a. trilobiter. Under kambrium får ett flertal olika livsformer hårda skal, antalet bilaterala arter ökar i antal, djur med andra kroppsformer minska kraftigt eller dör helt ut. Sist men inte minst så ändrar många djur livsstil från att ha levt på havsbottnens ytlager till att börja gräva på djupet i bottensedimentet, se den kambriska agrara revolutionen.

### Livsformer under kambrium
Exempel på livsformer under kambrium:
- Amiskwia
- Amplectobelua
- Anomalocaris
- Aysheaia
- Dinomischus
- Hallucigenia
- Kerygmachela
- Laggania
- Marrella
- Nectocaris
- Odontogriphus
- Opabinia
- Pambdelurion
- Parapeytoia
- Pikaia
- Sarotorocercus
- Sidneyia
- Vetustodermis
- Waptia
- Wiwaxia
- Yohoia